# أندرياس فوس
أندرياس فوس (بالألمانية: Andreas Voss)‏ (و. 1857 – 1924 م) هو عالم نبات من ألمانيا . ولد في سيكه .